# Marguerite Bays
Marguerite Bays (Chavannes-les-Forts, 8 de setembre de 1815 - 27 de juny de 1879) va ser una modista i mística suïssa catòlica suïssa que va formar part de l'Orde Franciscà Secular. Va viure una vida senzilla com a franciscana i va adaptar els principis del carisma de l'orde a la seva pròpia vida i apostolat social, sobretot després de ser curada del càncer de d'intestí el 8 de desembre de 1854. Joan Pau II la beatificar el 1995 i va ser canonitzada pel papa Francesc el 13 d'octubre de 2019.

## Infància
Va néixer a La Pierraz, un llogaret de Chavannes-les-Forts, al cantó de Friburg, essent la segona dels set fills de Pierre-Antoine Bays i Josephine Morel. Els seus germans eren Jean, Marie-Marguerite, Joseph, Blaise (mort als 12 anys), Seraphine i Claude. Els seus pares eren devots i eren pagesos. Va ser una bona estudiant a l'escola de Chavannes-les-Forts i es va anar dedicant a la pregària progressivament. A partir del 1830 que va ser aprenent de modista i després es dedicà a la professió anant a diferents llars.
A la seva habitació de casa va fer un petit altar on va col·locar flors i una estàtua de la Mare de Déu per pregar cada matí abans de sortir de casa. En el seu temps lliure, explicava als nens la vida de Jesús.
Malgrat les urgències dels que l'envoltaven, va rebutjar fer-se religiosa. No obstant, volia romandre soltera com a verge per dedicar-se a una vida austera per a Jesucrist. Però el dolor va afectar la seva família i la seva germana Marie-Marguerite es va separar del seu marit; el seu germà Joseph de caràcter violent va complir una condemna a la presó i Claude va tenir un fill fora del matrimoni, François. Claude es va casar amb 47 anys amb Josette, una dona que maltractava la seva cunyada. Però Marguerite, que tenia 17 anys, malgrat això es va ocupar de Josette, la va educar i la va preparar per la mort perquè estava molt malalta.

## Servei als pobres
Durant la seva adolescència alguns pagesos van perdre la feina a causa de la introducció de la mecanització a l'agricultura. Però aquests problemes no van dificultar els seus esforços per servir els pobres, ja que els portava llet i pa, mentre que també els rentava i reparava la roba o fins i tot els donava nous.
La seva dedicació al servei dels pobres la va portar a descobrir l'Orde Franciscà Secular, i va professar-ne membre. Marguerite assistia amb freqüència a missa malgrat haver de caminat 20 minuts fins al poble de Siviriez i participava a l'adoració eucarística després de la celebració de la missa. També va fer pelegrinatges a santuaris marians.
Va dedicar part del seu temps a ensenyar el catecisme als nens i sovint visitava els que estaven malalts. El 1853 li van diagnosticar càncer d'intestí. Va demanar la curació a la Mare de Déu però, al mateix temps, va demanar que el seu dolor estigués relacionat amb el sofriment de Crist. Va començar a patir marejos i dolor agut a l'estómac, així com nàusees que la feien vomitar sovint. Però ho intentava amagar. El metge que li va fer el diagnòstic va descartar una operació. El 8 de desembre de 1854, quan el papa Pius IX va proclamar el dogma de la Immaculada Concepció, va trobar que estava curada de la seva malaltia i s'ho va prendre com un signe que havia de donar un major servei tant a Déu com al proïsme.
La mare abadessa d'un convent proper, Lutgarde Menétrey i el sacerdot Joseph Schorderet, van consultar-la sovint en la fundació de l'Obra de Sant Pau el 1873, que va ser una iniciativa que va impulsar malgrat l'oposició del bisbe de Fribourg Étienne Marilley.

## Estigmes i mort
Va descobrir que tenia els estigmes cap al 1854 i va consultar amb el seu bisbe local per supervisar la verificació de la seva autenticitat. A més, va començar a caure en èxtasis quan sentia el dolor de Crist un cop a la setmana com si revivís la seva mort. Primer va intentar amagar les ferides, tot i que després es van reconèixer les seves ferides i es van difondre notícies sobre el seu estat.
Els estigmes es van notar per primera vegada quan va sentir una ardor intensa i va aparèixer taques vermelles a les mans, als peus i al pit. Marguerite va ser sotmesa a un examen mèdic l'11 d'abril de 1873 i el metge va permetre que la seva neboda fos present per a l'examen. Jules Grangier la va visitar a casa seva per veure els estigmes en algun moment del 1873 després d'emetre una sèrie de sol·licituds per veure-la.
Durant les seves darreres setmanes, va tenir dificultats per menjar i beure i només podia consumir petites quantitats de te d'herbes amb llet i, ocasionalment, una sopa lleugera de pa. El seu estat va empitjorar les setmanes prèvies a la quaresma del 1879 i va patir un dolor extrem durant aquest període. Es va tornar fràgil i prima i el seu germà Jean va dir que era com una bossa d'ossos quan l'havia d'aixecar. En aquell moment es desconeixia el seu veritable estat i es diu que va romandre en silenci en relació amb el seu nivell de dolor durant aquest període. Se sap que la malaltia genera dolor agut al cap, a la gola i al pit. Va morir a les tres de la tarda del 27 de juny de 1879 després de diverses setmanes de dolor agut. El seu funeral va ser el 30 de juny de 1879. Es diu que hi van assistir centenars de persones. Les seves despulles van ser traslladades posteriorment a l'església parroquial de Siviriez.

## Canonització
El procés de beatificació es va iniciar a Suïssa el 1929 i es va tancar el 1929. Un altre procés local va durar del 1953 al 1955. Els dos processos es van ratificar el 13 de desembre de 1985. Els seus escrits van ser investigats i aprovats el 25 de novembre de 1956. La Positio va ser enviada a la Congregació per a les Causes dels Sants (CCS) el 1986 per a una avaluació posterior. Els teòlegs van aprovar el dossier el 13 de febrer de 1990, igual que els membres del Vaticà el 19 de juny. El papa Joan Pau II va declarar que havia viscut una vida heroica i la va proclamar venerable el 10 de juliol de 1990. Es va investigar un miracle i es va ratificar el procés el 12 d'abril de 1991. Els experts mèdics van aprovar aquest miracle el 25 de febrer de 1993, igual que els teòlegs el 2 de juliol i el Vaticà el 16 de novembre. Joan Pau II ho va aprovar el 23 de desembre de 1993 i la va beatificar el 29 d'octubre de 1995 a la basílica de Sant Pere. El miracle que va conduir a la seva beatificació va ser la cura de Bernard Pochon el 1940.
Es va investigar un segon miracle i es va tancar el procés el 27 de maig de 2014. Es tracta de la noia del cas del 1998 que va sobreviure a un accident de tractor després que el seu avi invoqués la intercessió de Bays. Els documents del cas es van presentar a Roma. El Vaticà va emetre un decret que va validar aquesta investigació mèdica l'1 d'octubre de 2015. Els experts mèdics de Roma ho van aprovar el 15 de maig de 2018, igual que els teòlegs i els membres del CCS. El papa Francesc va donar el seu consentiment al miracle el 15 de gener de 2019. Va ser canonitzada al costat de Mariam Thresia Chiramel, John Henry Newman, Irmã Dulce Pontes i Giuditta Vannini a la basílica de Sant Pere el 13 d'octubre de 2019. El postulador d'aquesta causa va ser Bernard Hodel, OP